# Absinthe Makes the Heart Grow Fonder
«Absinthe Makes the Heart Grow Fonder» — это шестой эпизод сериала Californication канала Showtime, который был сначала показан в Северной Америке 17 сентября 2007 года. Длительность эпизода — 29 минут.

## Сюжет
В супермаркете Хэнк знакомится с девушкой-серфингисткой, они сошлись на почве любви к музыке и винилу. Утром голого Хэнка будит Мия, которой снова нужен рассказ, но лень писать самой.
Марси застаёт Дэни, ищущей таблетку ибупрофена. Здесь выясняется, что Чарли раньше работал в CAA и занимался сексом с Марси прямо на рабочем месте, однако сейчас Марси не получает своего.
Хэнк почти опаздывает на концерт группы своей дочери и жалуется Карен на воровку. После выступления семейную идиллию нарушает звонок Мии, которая требует Хэнка помочь ей. В номер мотеля Хэнка впускает какая-то девушка, внутри Ник Лаури нюхает кокс и что-то пьёт. Муди и Мия уезжают, хоть Ник и хочет затеять «групповуху», однако после прижигания сигаретой он уже не так категоричен. Вечер заканчивается разговором по душам с Мией и Карен.
Чарли предлагает Марси БДСМ для возобновления их сексуальной жизни, но эксперимент проваливается.
Снова всплывает тема наркотиков, выясняется, что Карен что-то употребляла вместе с Биллом, когда их застукала Бекка, что повлияло на её позицию против наркотиков. В ходе разговора о любви Карен целует Хэнка, а потом толкает в бассейн. Ночью между ними что-то происходит.
Утром Хэнка поцелуем будит Мия, которую в это время ищет Карен. Позднее происходит семейный завтрак, где Хэнк занимает место Билла, но тут звонит Билл и Хэнк уходит.
Хэнк хочет писать, но вспоминает о рассказе Мии и начинает его читать, в этот момент приходит серфингистка и возвращает украденные вещи. Вечер Хэнк вновь заканчивается сексом.

## Приглашённые звёзды
- Ланс Барбер — Ник Лаури — учитель в школе Мии
- Дейзи Гарднер — кассирша в супермаркете — автор сценария 4-го эпизода
- Мишель Ломбардо — серфинг-гёрл — девушка, обворовавшая Хэнка
- Дана Вудс (англ. Dana Woods) — конферансье
- Челси Блейн (англ. Chelsea Blaine) — подруга Мии

## Культурные ссылки
- Хэнк и «серфенгистка» цитируют песню Оззи Осборна «Suicide Solution»:

Wine is fine, but whiskey’s quicker
Suicide is slow with liquor
Вино прекрасно, но виски быстрее
Самоубийство будет медленней с ликером
- Адвил — это средство для лечения суставных, мышечных и позвоночных болей. Применяется в том числе и для облегчения похмельного синдрома. В некоторых переводах — ибупропен. В сериале упоминается дважды, возможно продакт-плейсмент.
- Агентство CAA — это, скорей всего, «en:Creative Artists Agency»
- Кит Ричардс — гитарист группы The Rolling Stones, футболку с лозунгом «Кита Ричардса — в президенты» украла серфингистка.
- Студия 54 — дискоклуб в Нью-Йорке в конце 1970-х, известный свободным отношением к наркотикам и сексу
- Фраза «at the edge of the world, the very edge of western civilization» (на самом краю мира, на закате западной цивилизации) из сочинения Мии — практически цитата из песни Californication группы Red Hot Chili Peppers. У них было так: It’s the edge of the world / And all of western civilization.

## Игра слов
- Название серии «Absinthe makes the heart grow fonder» (Абсент заставляет сердца влюбленных биться сильнее) — игра слов с аллюзией на английскую пословицу «Absence makes the heart grow fonder» (Разлука заставляет сердца влюбленных биться сильнее)
- Группа Бекки называется «Kill Jill», это аллюзия на название фильма «Kill Bill» (Убить Билла). Джилл — это женское имя.

## Номер
- Только в этом эпизоде наконец чётко виден номер порша Хэнка — 5KZ0475, так же он виден в 2 серии второго сезона.

## Музыка
- Мэйделин Мартин — «Don’t Let Us Get Sick»
- Gus Black[англ.] — «Paranoid»
- Sea Wolf[англ.] — «The Garden That You Planted»
- Pat Guadagno — «Don’t Let Us Get Sick»

## Группа Бекки
- Гитара: Мэйделин Мартин — Бекка
- Гитара: Майлес Трифон
- Бас-гитара: Роберт Джиллинг
- Клавиши: Шира Крейтенберг
- Барабаны: Йори Глик